# كريستوف موني
كريستوف موني (بالفرنسية: Christophe Moni)‏ هو لاعب اتحاد الرغبي فرنسي، ولد في 15 يناير 1972 في نيس في فرنسا.

## وصلات خارجية
- كريستوف موني عل موقع إسبنسكروم (الإنجليزية)
- كريستوف موني على موقع ItsRugby.co.uk (الإنجليزية)